# Arbeidsreglement
In België is iedere onderneming of instelling met werknemers verplicht een arbeidsreglement op te stellen waarin de wederzijdse rechten en plichten van werkgevers en werknemers worden beschreven. In Nederland bestaat deze verplichting niet. Wel hebben veel Nederlandse bedrijven een personeelshandboek met een vergelijkbare inhoud.
Het arbeidsreglement wordt opgesteld in overleg tussen werkgever en werknemers. Iedere werknemer dient een exemplaar van het document te ontvangen, ook bij elke wijziging.  Het arbeidsreglement moet op iedere locatie waar werknemers werken vrijelijk (zonder tussenpersoon) door werknemers geraadpleegd kunnen worden.
Het arbeidsreglement is bindend voor werknemer en werkgever en dient voor de bescherming van beiden. Het dient minstens de algemene arbeidsvoorwaarden te omschrijven: werkrooster, arbeidsduur, rustpauzes, uitbetaling van het loon, duur van de jaarlijkse vakantie, toepassing van eventuele sancties, procedures voor melding van arbeidsongeschiktheid, informatie voor slachtoffers van pesten of seksuele intimidatie op de werkvloer.